# Istanbul Cup 2020
Istanbul Cup 2020, oficiálně se jménem sponzora TEB BNP Paribas Tennis Championship Istanbul 2020, byl tenisový turnaj pořádaný jako součást ženského okruhu WTA Tour, který se odehrával na otevřených antukových dvorcích městského areálu. Konal se mezi 8. až 13. zářím 2020 v turecké metropoli Istanbulu jako třináctý ročník turnaje.
Turnaj s rozpočtem 225 500 dolarů patřil do kategorie WTA International. Nejvýše nasazenou hráčkou ve dvouhře se stala třicátá čtvrtá tenistka světa Světlana Kuzněcovová z Ruska, kterou ve druhém kole vyřadila pozdější kanadská finalistka Eugenie Bouchardová. Jako poslední přímá účastnice do dvouhry nastoupila 133. hráčka žebříčku, Bulharka Viktorija Tomovová.
První titul na okruhu WTA Tour vybojovala 26letá Rumunka Patricia Maria Țigová, která se posunula na nové kariérní maximum, 58. místo žebříčku. Deblovou soutěž ovládla chilsko-americká dvojice Alexa Guarachiová a Desirae Krawczyková, jejíž členky získaly druhou společnou trofej.

## Distribuce bodů a finančních odměn

### Distribuce bodů
| Soutěž  | vítězky | finalistky | semifinalistky | čtvrtfinalistky | 16 v kole | 32 v kole | Q  | Q2 | Q1 |
| ------- | ------- | ---------- | -------------- | --------------- | --------- | --------- | -- | -- | -- |
| dvouhra | 280     | 180        | 110            | 60              | 30        | 1         | 18 | 12 | 1  |
| čtyřhra | 280     | 180        | 110            | 60              | 1         | —         | —  | —  | —  |

### Finanční odměny
| Soutěž                                | vítězky  | finalistky | semifinalistky | čtvrtfinalistky | 16 v kole | 32 v kole | Q2      | Q1      |
| ------------------------------------- | -------- | ---------- | -------------- | --------------- | --------- | --------- | ------- | ------- |
| dvouhra                               | 25 000 $ | 14 000 $   | 8 401 $        | 5 06 $          | 3 30 $    | 2 600 $   | 2 251 $ | 1 630 $ |
| čtyřhra                               | 9 000 $  | 5 000 $    | 3 230 $        | 1 980 $         | 1 520 $   | —         | —       | —       |
| částky ve čtyřhře jsou uváděny na pár |          |            |                |                 |           |           |         |         |

## Ženská dvouhra

### Nasazení
| Stát                          | Hráčka                 | WTA | Nasazení |
| ----------------------------- | ---------------------- | --- | -------- |
| Rusko                         | Světlana Kuzněcovová   | 34. | 1.       |
| Švédsko                       | Rebecca Petersonová    | 48. | 2.       |
| Slovinsko                     | Polona Hercogová       | 49  | 3        |
| Francie                       | Caroline Garciaová     | 50. | 4.       |
| Spojené království            | Heather Watsonová      | 54. | 5.       |
| Belgie                        | Alison Van Uytvancková | 60. | 6.       |
| Kazachstán                    | Zarina Dijasová        | 69. | 7.       |
| Japonsko                      | Misaki Doiová          | 81. | 8.       |
| Žebříček WTA k 31. srpnu 2020 |                        |     |          |

### Jiné formy účasti
Následující hráčky obdržely divokou kartu do hlavní soutěže:
- Çağla Büyükakçay
- Berfu Cengizová
- Pemra Özgenová

Následující hráčky nastoupily do hlavní soutěže pod žebříčkovou ochranou:
- Kateryna Bondarenková
- Anna Karolína Schmiedlová

Následující hráčky postoupily z kvalifikace:
- Eugenie Bouchardová
- Olga Danilovićová
- Tereza Martincová
- Ellen Perezová

### Odhlášení
před zahájením turnaje
- Marie Bouzková → nahradila ji  Kateryna Bondarenková
- Sorana Cîrsteaová → nahradila ji  Greet Minnenová
- Sie Šu-wej → nahradila ji  Patricia Maria Țigová
- Veronika Kuděrmetovová → nahradila ji  Margarita Gasparjanová
- Magda Linetteová → nahradila ji  Aljaksandra Sasnovičová
- Elise Mertensová → nahradila ji  Katarina Zavacká
- Kristina Mladenovicová → nahradila ji  Jasmine Paoliniová
- Jeļena Ostapenková → nahradila ji  Viktória Kužmová
- Julia Putincevová → nahradila ji  Stefanie Vögeleová
- Anastasija Sevastovová → nahradila ji  Kaja Juvanová
- Laura Siegemundová → nahradila ji  Viktorija Tomovová
- Ajla Tomljanovićová → nahradila ji  Danka Kovinićová
- Tamara Zidanšeková → nahradila ji  Anna Karolína Schmiedlová

### Skrečování
- Rebecca Petersonová

## Ženská čtyřhra

### Nasazení
| Stát                                                                       | Hráčka                | Stát      | Hráčka              | WTA  | Nasazení |
| -------------------------------------------------------------------------- | --------------------- | --------- | ------------------- | ---- | -------- |
| Chile                                                                      | Alexa Guarachiová     | USA       | Desirae Krawczyková | 76.  | 1.       |
| Austrálie                                                                  | Ellen Perezová        | Austrálie | Storm Sandersová    | 104. | 2.       |
| USA                                                                        | Kaitlyn Christianová  | Mexiko    | Giuliana Olmosová   | 128. | 3.       |
| Ukrajina                                                                   | Kateryna Bondarenková | Kanada    | Sharon Fichmanová   | 182. | 4.       |
| Žebříček WTA k 31. srpnu 2020; číslo je součtem umístění obou členek páru. |                       |           |                     |      |          |

### Jiné formy účasti
Následující páry obdržely divokou kartu do hlavní soutěže:
- Ayla Aksuová /  İpek Özová
- Eugenie Bouchardová /  Başak Eraydınová

Následující pár nastoupil z pozice náhradníka:
- Anna Karolína Schmiedlová /  Katarina Zavacká

### Odhlášení
před zahájením turnaje
- Heather Watsonová

## Přehled finále

### Ženská dvouhra
- Patricia Maria Țigová vs.  Eugenie Bouchardová 2–6, 6–1, 7–6(7–4)

### Ženská čtyřhra
- Alexa Guarachiová /  Desirae Krawczyková vs.  Ellen Perezová /  Storm Sandersová, 6–1, 6–3